# رشید جهان
رشید جهان (انگلیسی: Rashid Jahan؛ ۲۵ اوت ۱۹۰۵ – ۱۹۵۲) نویسنده اهل هند بود.